# 2. Liga
A 2. Liga, antiga Erste Liga ou Austrian Football First League é a segunda divisão do futebol da Áustria.  A disputa ocorre entre dez equipes com acesso para a Austria Bundesliga e o descenso para a Áustria Regional League. A liga acontece desde a temporada 1974-1975.

## Clubes e Estádios para a Temporada 2014–15
| Clube               | Estádio                      |        |
| ------------------- | ---------------------------- | ------ |
| FC Wacker Innsbruck | Tivoli Stadion               | 17,400 |
| LASK Linz           | Linzer Stadion               | 18,000 |
| SC Austria Lustenau | Reichshofstadion             | 8,800  |
| SKN St. Pölten      | NV Arena                     | 8,000  |
| FC Liefering        | Red Bull Arena               | 31,000 |
| SV Mattersburg      | Pappelstadion                | 17,100 |
| Floridsdorfer AC    | FAC-Platz                    | 3,000  |
| Kapfenberger SV     | Franz-Fekete-Stadion         | 12,000 |
| TSV Hartberg        | Stadion Hartberg             | 4,500  |
| SV Horn             | Waldviertler Volksbank Arena | 3,500  |

## Campeões
| - 1974–75: Grazer AK - 1975–76: First Vienna FC - 1976–77: Wiener Sport-Club - 1977–78: SV Austria Salzburg - 1978–79: Linzer ASK - 1979–80: SC Eisenstadt - 1980–81: FC Wacker Innsbruck - 1981–82: Austria Klagenfurt - 1982–83: SV Sankt Veit - 1983–84: SV Spittal/Drau - 1984–85: Salzburger AK 1914 - 1985–86: Wiener Sport-Club - 1986–87: SV Austria Salzburg - 1987–88: Kremser SC - 1988–89: Kremser SC - 1989–90: SV Spittal/Drau - 1990–91: VfB Mödling - 1991–92: Linzer ASK - 1992–93: Grazer AK - 1993–94: Linzer ASK | - 1994–95: Grazer AK - 1995–96: FC Linz - 1996–97: SC Austria Lustenau - 1997–98: SK Vorwärts Steyr - 1998–99: Schwarz-Weiß Bregenz - 1999–00: VfB Admira Wacker Mödling - 2000–01: FC Kärnten - 2001–02: ASKÖ Pasching - 2002–03: SV Mattersburg - 2003–04: FC Wacker Tirol - 2004–05: SV Ried - 2005–06: SC Rheindorf Altach - 2006–07: LASK Linz - 2007–08: Kapfenberger SV - 2008–09: SC Wiener Neustadt - 2009–10: FC Wacker Innsbruck - 2010–11: FC Admira Wacker Mödling - 2011–12: Wolfsberger AC - 2012–13: SV Grödig - 2013–14: SC Rheindorf Altach - 2018-19: WSG Wattens |

## Lista dos Campeões
| Clube                           | Campeões | Temporadas                         |
| ------------------------------- | -------- | ---------------------------------- |
| LASK Linz                       | 4        | 1978–79, 1991–92, 1993–94, 2006–07 |
| Grazer AK                       | 3        | 1974–75, 1992–93, 1994–95          |
| Wiener Sport-Club               | 2        | 1976–77, 1985–86                   |
| Austria Salzburg                | 2        | 1977–78, 1986–87                   |
| Kremser SC                      | 2        | 1987–88, 1988–89                   |
| SV Spittal/Drau                 | 2        | 1983–84, 1989–90                   |
| Austria Klagenfurt / FC Kärnten | 2        | 1981–82, 2000–01                   |
| FC Wacker Innsbruck             | 2        | 2003–04, 2009–10                   |
| FC Admira Wacker Mödling        | 2        | 1999–00, 2010–11                   |
| SC Rheindorf Altach             | 2        | 2005–06, 2013–14                   |
| First Vienna                    | 1        | 1975–76                            |
| SC Eisenstadt                   | 1        | 1979–80                            |
| FC Wacker Innsbruck             | 1        | 1980–81                            |
| SV Sankt Veit                   | 1        | 1982–83                            |
| Salzburger AK 1914              | 1        | 1984–85                            |
| VfB Mödling                     | 1        | 1990–91                            |
| FC Linz                         | 1        | 1995–96                            |
| SC Austria Lustenau             | 1        | 1996–97                            |
| SK Vorwärts Steyr               | 1        | 1997–98                            |
| Schwarz-Weiß Bregenz            | 1        | 1998–99                            |
| ASKÖ Pasching                   | 1        | 2001–02                            |
| SV Mattersburg                  | 1        | 2002–03                            |
| SV Ried                         | 1        | 2004–05                            |
| Kapfenberger SV                 | 1        | 2007–08                            |
| SC Wiener Neustadt              | 1        | 2008–09                            |
| WAC                             | 1        | 2011–12                            |
| Grödig                          | 1        | 2012–13                            |